# Ernst Linder den äldre
Christoffer Alexander Ernst Linder, född 1 januari 1838 i Reval (nuvarande Tallinn), död 13 maj 1868 i Pojo socken i Nyland, var en finländsk godsägare, kommunalpolitiker och chefredaktör. Han var far till Ernst Linder.
Linder var en av liberalismens fanbärare i Finland som verkade genom den finsksinnade veckotidningen Barometern (grundad 1861) och dagstidningen Päivätär (1863–1865). Ett varaktigt minne av sina nationalekonomiska studier lämnade han i broschyren Om penningar och banker (1866), där hanansluter sig till den liberala nationalekonomiska
skolan. Linder tog ivrigt del i det politiska livet och var en av adelns mest framstående talare i liberal riktning vid landtdagarna 1863 och 1867.